# Електромагнитно смущение
Електромагнитно смущение (ЕСМ; англ. ЕМD – Electromagnetic Disturbance, EMI – Electromagnetic Interference или RFI – Radio Frequency Interference /радиочестотно смущение/; рус. ЭMП – Электромагнитная помеха) се нарича нежелано физично явление или въздействие на електрически, магнитни или електромагнитни полета, електрически токове или напрежения от външен или вътрешен източник, което нарушава нормалната работа на електрически средства или влошава техническите характеристики и параметри на тези средства. В стандартите смущение се назовава с термина смущаващо въздействие. Смущенията могат да влошат работата на системата или дори да я спрат да функционира. Те могат да бъдат намалени или отстранени чрез екраниране и филтрация. 
Класификацията на смущенията и източниците им се извършва по различни признаци: произход, честота, спектър, интензивност, време на действие, характер на въздействието и др. 
За целите на радиоелектронната борба (РЕБ) се използва умишлено електромагнитно въздействие, насочено към обект, което е нежелано за него, тоест пречи.
Основните измервани величини са амплитудата и честотата на смущенията. 

## Класификация
Електромагнитните смущения се класифицират според характеристиките на източника и сигнала. 
1. Според произхода си смущенията, могат да бъдат:
- неорганизирани – естествени, промишлени и взаимни;
- организирани или изкуствени – създадени от човека.

2. Според спектъра: теснолентови, широколентови (често наричани „шум“) и свъхшироколентови (известни като „бял шум“).
3. Според честотата: нискочестотни, средночестотни, високочестотни, свръхвисокочестотни.
4. Според характера на въздействието:
- потискащи и изкривяващи;
- адитивни (действат независимо от наличието на полезен сигнал) и мултипликативни или модулиращи (проявяват се като амплитудни и фазови изкривявания на сигнала).

5. Според времето на действие смущенията са непрекъснати и импулсни. 

### Промишлени смущения
Електромагнитните или радиочестотни смущения в захранващата мрежа и в електронните схеми възникват от работата на електрически машини и електронни устройства. Създават се от електрически двигатели и генератори, заваръчни апарати, превключватели на електрически вериги (релета, контактори, соленоиди), захранващи блокове, близки електрически кабели, електропроводи и подстанции, телевизионни и радиопредаватели и приемници, промишлено, научно и медицинско оборудване, микроконтролери, мобилни телефони и др. 

### Непрекъснати смущения
Непрекъсната смущаваща вълна (НСм) възниква, когато източникът непрекъснато излъчва в даден диапазон от честоти. Този тип като цяло понякога се нарича още „постоянни смущения“ и се разделя на подкатегории според честотния диапазон. 
- Аудио-смущения – от много ниски честоти до около 20 kHz. Понякога честотите до 100 kHz могат да бъдат класифицирани като аудио-честоти. Източниците включват:
  - Мрежов шум от: захранващи блокове, близки електрически кабели, електропроводи и подстанции.
  - Оборудване за обработка на звук, като аудио-усилватели и високоговорители.
  - Демодулация на високочестотна носеща вълна, като например късовълново радиопредаване (КВ, FM).

- Радиочестотни смущения (РЧС), обикновено от 20 kHz до горна граница, която непрекъснато се увеличава от развитието на технологията. Източниците включват:
  - Безжични и радиочестотни предавания.
  - Телевизионни и радиоприемници.
  - Промишлено, научно и медицинско оборудване (ПНM).
  - Цифрови схеми за обработка като микроконтролери.

- Широколентовият шум може да бъде разпръснат в част от единия или и двата описани честотни диапазони, без да се подчертава определена честота. Източниците включват:
  - Слънчева активност.
  - Непрекъснато работещи искрови междини като заваръчни апарати.
  - Мобилна телефония с разширен спектър (множествен достъп с кодово разделяне CDMA).

### Импулсни или преходни смущения
Електромагнитно импулсно смущение (ЕИС), което понякога се нарича преходно смущение, възниква когато източникът излъчва краткотраен енергиен импулс. Енергията обикновено е широколентова по природа, въпреки че често възбужда сравнително теснолентова реакция на синусоидална вълна в приемника. 
Източниците могат да бъдат на широко изолирани и повтарящи се импулсни смущения. 
- Източниците на изолирани ЕИС включват: [3]
  - Превключване на електрически вериги, включително индуктивни товари като релета, соленоиди или електрически двигатели.
  - Електростатичен разряд (EСР) в резултат на два заредни обекта, влизащи в непосредствена близост или контакт.
  - Електромагнитен импулс на мълния (EMИМ), въпреки че обикновено е кратка серия от импулси.
  - Ядрен електромагнитен импулс (ЯEMИ), в резултат на ядрена експлозия. Вариант на това е ядреното устройство за голяма надморска височина (ЯУГВ), проектирано да създава импулса като негов първичен разрушителен ефект.
  - Оръжия без ядрени електромагнитни импулси.
  - Далекопроводи, създаващи пренапрежения / импулси.

- Източниците на повтарящи се ЕИС, понякога като редовни импулсни явления, включват:
  - Електрически колекторни двигатели.
  - Електрически системи за запалване, като например в двигатели с вътрешно горене.
  - Непрекъснато превключване на цифрови електронни схеми.

## Действие и ограничаване
Както изкуствените, така и естествените източници генерират променящи се електрически токове и напрежения, които могат да причинят EСM. Смущението може да влоши работата на електричната верига или дори да я блокира. В случай на предаване на данни, тези ефекти могат да варират от увеличаване на процента на грешки до пълна загуба на данните. 
Ограничаването на въздействието на смущението става чрез екраниране или инсталиране на филтри на входовете и изходите (например в захранването). 

## Измерване
Измерването на смущенията става със специална измервателна апаратура.
Основните единици за измерване на смущенията са според измерваната величина: напрежение, ток, мощност, плътност на потока на мощност, електрическо и магнитно поле, честота. 
- Напрежение U – волт V (миливолт mV, микроволт mV);
- Ток I – ампер A (милиампер mA, микроампер mA);
- Мощност P – ват W (миливат mW, микроват mW);
- Плътност на потока на мощност П: ват на квадратен метър W/m2 (mW/m2, μW/m2);
- Напрегнатост (интензитет) на електрическото поле Е: волт на метър V/m (mV/m, μV/m);
- Напрегнатост (интензитет) на магнитното поле Н: ампер на метър А/m, (mА/m, μА/m).